# Crossaster scotophilus
Crossaster scotophilus är en sjöstjärneart som först beskrevs av Fisher 1913.  Crossaster scotophilus ingår i släktet Crossaster och familjen solsjöstjärnor. Inga underarter finns listade i Catalogue of Life.